# Tour du Limousin 1998
La 31e édition du Tour du Limousin s'est déroulée du 18 au 21 août 1998, et a vu s'imposer le Français Vincent Cali.

## Classements des étapes
| Étape     | Date    | Villes étapes                | Vainqueur d'étape  | Équipe                     | Leader du classement général | Équipe  |
| 1re étape | 18 août | Limoges - Aubusson           | Christophe Rinero  | Cofidis                    | Christophe Rinero            | Cofidis |
| 2e étape  | 19 août | Aubusson - Lac de Vassivière | Gilles Maignan     | Mutuelle de Seine et Marne | Christophe Rinero            | Cofidis |
| 3e étape  | 20 août | Bourganeuf - Rochechouart    | Vincent Cali       | Casino                     | Vincent Cali                 | Casino  |
| 4e étape  | 21 août | Rochechouart - Limoges       | Philippe Bordenave | Big Mat-Auber 93           | Vincent Cali                 | Casino  |

## Classement final
| 1.  | Vincent Cali       | Casino                     |
| 2.  | Bobby Julich       | Cofidis                    |
| 3.  | Jacky Durand       | Casino                     |
| 4.  | Frédéric Delalande | Amateur                    |
| 5.  | Pascal Lino        | Big Mat-Auber 93           |
| 6.  | Frédéric Guesdon   | La Française des jeux      |
| 7.  | Franck Bouyer      | La Française des jeux      |
| 8.  | Lylian Lebreton    | Big Mat-Auber 93           |
| 9.  | Gilles Maignan     | Mutuelle de Seine et Marne |
| 10. | Cédric Célarier    | Amateur                    |